# International Snowboard Federation
L'International Snowboard Federation (ISF) est une fédération sportive internationale qui gère les compétitions de snowboard entre 1990 et 2002.

## Historique
L'International Snowboard Federation, créée à Interlaken (Suisse) en 1990, a son siège à Anzère (Suisse).
Elle regroupe les fédérations nationales (ISA), les coureurs professionnels (PSA), l'industrie (SI) et les organisateurs d'événements (ISRA). 
En 1994, elle dépose une demande de reconnaissance par le CIO, car elle compte déjà :
Plus de 30 nations membres, 48 000 athlètes sur les listes de points internationaux et 1 000 compétitions organisées annuellement sur tous les continents.
2 championnats du monde (Ischgl 93 et Davos 95) avec 260 participants de 29 nations et les 3es Championnats du monde Junior à Zakopane en Pologne avec 23 nations et 239 athlètes. 
Le circuit professional "Ballantine's ISF World Pro Tour" distribuera plus de  1 000 000 USD de primes de course cette saison-là.
En 1994, la Fédération internationale de ski (FIS) commence à organiser des compétitions de snowboard malgré l'existence de l'ISF. La FIS a modifié ses statuts et ajoute ainsi le snowboard, en tant que discipline du ski et gouverné par la FIS, aux Jeux olympiques d'hiver de 1998. 
Quand l'ISF demande à être reconnue en tant que fédération sportive internationale par le CIO, ce dernier répond que le snowboard est déjà dirigé par la FIS. 
Cette décision est controversée et le Norvégien Terje Håkonsen, qui fait partie des meilleurs spécialistes de halfpipe, refuse de participer aux Jeux de 1998 pour la contester,. 
Dès les années 2000, l'ISF, perd peu à peu de l'influence et est rongée par des querelles internes. Elle cessera ses opérations en 2002.
Les événements indépendants tels que l'Air & Style ou le Burton US Open sont toujours très prisés et encore organisés en 2017.